# Morinda longifolia
Morinda longifolia är en måreväxtart som beskrevs av William Grant Craib. Morinda longifolia ingår i släktet Morinda och familjen måreväxter. Inga underarter finns listade i Catalogue of Life.